# The Story Begins
The Story Begins (с англ. — «История Начинается») — дебютный мини-альбом южнокорейской гёрл-группы Twice. Альбом был выпущен на цифровых и физических носителях 20 октября 2015 года лейблом JYP Entertainment при поддержке KT Music. Пластинка включает в себя шесть треков вместе с лид-синглом «Like Ooh-Ahh», композитором которого стал Black Eyed Pilseung и является смесью нескольких разных жанров.

## Подготовка и релиз
7 октября 2015 года лейбл создал официальный сайт группы, и через социальные сети объявил, что они дебютируют с мини-альбомом под названием The Story Begins и лид-синглом «LIKE OHH-AHH». Трек был описан как «яркий поп» с элементами хип-хопа, рока и R&B. Команда композиторов включала в себя Black Eyed Pilseung, известного композитором успешных релизов, таких как «Only You» Miss A.
Тизеры с каждой участницей для их музыкального клипа были выпущены с 12 по 14 октября. 20 октября песня и клип были выпущены онлайн через приложение «Naver V». Менее, чем за пять месяцев клип набрал свыше 50 миллионов просмотров, став самым просматриваемым дебютным видео из всех корейских поп-коллективов.

## Промоушен
20 октября группа представила сингл «LIKE OOH-AHH» наряду с «Must Be Crazy» и «Do It Again». Группа начала промоушен главного сингла наряду с бисайдом «Do It Again» с 22 октября.

## Продажи
The Story Begins дебютировал с 4 места чарта Gaon Album Chart, а через две недели оказался на третьем месте.

## Список композиций
| №                   | Название                                   | Текст песни                   | Музыка                                                                       | Arrangement                     | Длительность |
| ------------------- | ------------------------------------------ | ----------------------------- | ---------------------------------------------------------------------------- | ------------------------------- | ------------ |
| 1.                  | «Like Ooh Ahh» (OOH-AHH하게; Ooh-Ahh Hage) | Black Eyed Pilseung Sam Lewis | Black Eyed Pilseung Lewis                                                    | Rado                            | 3:35         |
| 2.                  | «Do It Again» (다시 해줘; Dasi Haejwo)     | Пак Чин Ён                    | Glen Choi Fingazz                                                            | Fingazz                         | 3:26         |
| 3.                  | «Going Crazy» (미쳤나봐; Michyeonnabwa)    | Daniel Kim Kebee              | Jake K 220 Sophia Pae Sam Gray                                               | Jake K 220                      | 3:01         |
| 4.                  | «Truth»                                    | Choi Jin Suk                  | Anne Judith Wik Nermin Harambasic Choi Jin Suk Tatiauna Matthews Xin Xin Gao | Choi Jin Suk                    | 3:33         |
| 5.                  | «Candy Boy»                                | Kim Eun Soo                   | Ryan Marrone Julia Michaels Chloe Leighton Garrick Smith                     | Marrone Michaels Leighton Smith | 2:46         |
| 6.                  | «Like a Fool»                              | Daniel Kim                    | Daniel Kim Mayu Wakisaka                                                     | Daniel Kim                      | 3:34         |
| Общая длительность: | Общая длительность:                        | Общая длительность:           | Общая длительность:                                                          | Общая длительность:             | 19:55        |

## Чарты

### Чарты недели
| Чарт (2015)                    | Пиковая позиция |
| ------------------------------ | --------------- |
| Япония (Oricon)                | 46              |
| Республика Корея (Gaon)        | 3               |
| Китайская Республика (G-Music) | 1               |

### Годовой итоговый чарт
| Чарт (2015)             | Позиция |
| ----------------------- | ------- |
| Республика Корея (Gaon) | 49      |

| Чарт (2016)             | Позиция |
| ----------------------- | ------- |
| Республика Корея (Gaon) | 58      |